# Adrien-Marie Legendre
Adrien-Marie Legendre [adrién-marí ležándr], francoski matematik, * 18. september 1752, Pariz, Francija, † 10. januar 1833, Pariz.

## Življenje in delo
Legendre je pomembno prispeval k statistiki, teoriji števil, abstraktni algebri in matematični analizi.
Od leta 1775 do 1780 je poučeval na vojaški šoli (École Militaire) v Parizu. Kasneje je služboval v raznih državnih službah, ko je bil npr. profesor na École Normale, izpraševalec na École Polytechnique in nadzornik geodetskih meritev. Prav tako kot Gauss je tudi Legendre ustvaril nekaj temeljnih del iz teorije števil, Essai sur les nombres, 1798 in Theorie des nombres, 1830, kjer je oblikoval kvadratni recipročnostni zakon.
Večino njegovega dela so izpopolnili drugi; njegovo delo o korenih polinomov je navdihnilo Galoisovo teorijo; Abelevo delo o eliptičnih funkcijah je gradilo na Legendrovem; posamezni deli Gaussovega dela na področju statistike in teorije števil so dopolnili Legendrovo delo.
Pomembno delo je opravil tudi v geodeziji in teoretični astronomiji, bil pa je prav tako neutruden sestavljalec tabel kot Gauss. Leta 1806 je oblikoval metodo najmanjših kvadratov in proučeval privlačnost elipsoidov, celo tistih, ki niso rotacijske ploskve. Tu je uvedel Legendrove funkcije.
V teoriji števil je ugibal o kvadratičnem reciprocitetnem zakonu, ki ga je zatem dokazal Gauss. Opravil je tudi pionirsko delo na področju distribucije praštevil in na uporabi analize v teoriji števil. Leta 1808 je naredil velik korak pri študiju aritmetične funkcije {\displaystyle \pi (\xi )\,}, števila praštevil, kjer si je pomagal z Eratostenovim sitom. Kasneje so se s tem problemom močno ukvarjali še Čebišov, Riemann, Mertens in Sylvester. Podobno kot Lambert je izrazil domnevo da π ni algebrska iracionalnost. Njegovo domnevo o izreku o praštevilih iz leta 1796 sta leta 1898 striktno dokazala Hadamard in La Vallée Poussin.
Leta 1830 je podal dokaz Fermatovega velikega izreka za eksponent n = 5, ki ga je leta 1828 skoraj hkrati objavil tudi Dirichlet.
Legendre je opravil impresivno veliko dela na področju eliptičnih funkcij, vključno s klasifikacijo eliptičnih integralov, vendar je umanjkala genialna poteza Abela, ki je študiral inverze Jacobijevih funkcij in popolnoma rešil problem.
Po njem se imenujeta diferencialni enačbi, Legendrova enačba 1. reda:
{\displaystyle \left(1-x^{2}\right){\frac {\mathrm {d} y^{2}}{\mathrm {d} x^{2}}}-2x{\frac {\mathrm {d} y}{\mathrm {d} x}}+n(n+1)y=0\!\,}
in Legendrova enačba 2. reda:
{\displaystyle \left(1-x^{2}\right){\frac {\mathrm {d} y^{2}}{\mathrm {d} x^{2}}}-2x{\frac {\mathrm {d} y}{\mathrm {d} x}}+\left(n(n+1)-{\frac {m^{2}}{1-x^{2}}}\right)y=0\!\,.}
Prva je poseben primer Gaussove hipergeometrične enačbe. Tako kot Gaussa so tudi njega zanimali eliptični in Eulerjevi integrali, kakor tudi osnove in metode evklidske geometrije.
Kakor Saccheri in Lambert je poskušal dokazati 5. Evklidov izrek o vzporednicah. Čeprav je Gauss prodrl globlje v bistvo vseh teh različnih področij matematike, je Legendre ustvaril izredno pomembna dela. Njegovi obširni učbeniki so bili dolgo cenjeni, zlasti Exercises du calcul integral (3 deli, 1811-1819) in Traite des fonctions elliptique et des integrales euleriennes (1827-1832), ki je še vedno standardno delo. V svojih Elements de geometrie iz leta 1794 je prekinil s platonskimi ideali Evklida in dal učbenik elementarne geometrije, ki je temeljil na zahtevah sodobne izobrazbe. To knjigo so mnogokrat ponatisnili in jo prevedli v več jezikov. Njena vrednost je trajna.
V teoretični mehaniki je znan po Legendrovi transformaciji, ki se uporablja pri prehodu iz Lagrangeeve v Hamiltonovo formulacijo mehanike.

## Priznanja
Legendra so leta 1787 izbrali za člana Kraljeve družbe iz Londona.